# 斯基利峰
64°59′S 61°16′W / 64.983°S 61.267°W

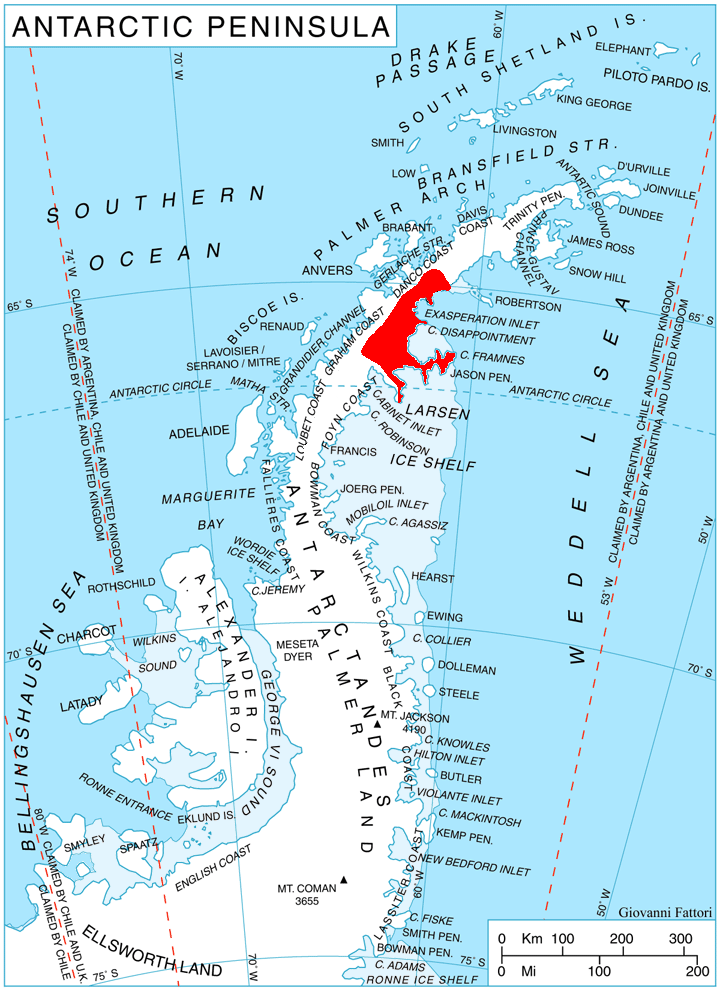

斯基利峰（英語：Skilly Peak）是南極洲的山峰，位於葛拉漢地東岸，處於什韋角東北面7公里，北面是羅戈什冰川，東南面是阿爾塔內斯灣，現時由南極條約體系管理。